# Medianta
Medianta (łac. medians – rozdzielający pośrodku) to w skali durowej lub molowej nazwa III (medianta górna Mg) lub VI (medianta dolna Md) stopnia gamy.
Medianta III stopnia stanowi połowę odległości między toniką i dominantą w kierunku wznoszącym się (stąd: medianta górna), a medianta VI stopnia połowę między toniką i jej dolną kwintą (stąd: medianta dolna).
Medianty należą do pobocznych funkcji harmonicznych. Medianta górna ma dwa dźwięki wspólne z głównym trójdźwiękiem tonicznym i dominantowym, a medianta dolna – dwa dźwięki wspólne z trójdźwiękiem tonicznym i subdominantowym. Akordy mediantowe najczęściej zastępują akordy toniczne i nazywają się odpowiednio: tonika III stopnia (TIII) i tonika VI stopnia (TVI). Kadencja harmoniczna, w której dominanta rozwiązuje się na tonikę VI stopnia nazywana jest kadencją zwodniczą.